# Trädleopard
Trädleopard (Neofelis nebulosa), är ett rovdjur i familjen kattdjur som tillsammans med den närbesläktade arten Neofelis diardi, utgör släktet Neofelis. Trädleoparden lever i svårtillgängliga områden, främst i regnskog, i östra Asien. Den är mycket skygg och svår att studera i det fria, varför det saknas kunskap kring flera aspekter av dess ekologi. På grund av jakt och habitatförstöring är arten starkt hotad.
Tidigare fördes alla trädleoparder till arten Neofelis nebulosa, men DNA-studier påvisar så pass stora skillnader att populationen av trädleoparder på Borneo, Sumatra och Java bedöms som den egna arten Neofelis diardi.

## Utseende
Trädleoparden är som vuxen 60–110 cm, exklusive svans och når en vikt av 11–20 kg. Den liknar puma och leopard i kroppsbyggnad. Den tjocka svansen är längre än hos andra stora kattdjur och kan vara lika lång som djurets kroppslängd. Tassarna är stora, med skarpa klor och benen korta. Grundfärgen är som hos puman, gråaktigt brun, men med stora svarta konturfläckar och oregelbundna mönster. Strupen och magen har vit grundfärg. Ungdjurens teckning skiljer sig från de vuxnas genom att de oregelbundna fläckarna är helt svarta snarare än de vuxnas ringkonturer. I förhållande till sin storlek har trädleoparden de längsta hörntänderna av alla kattdjur, över 5 cm. Trädleoparden är en mycket god klättrare - ett tecken på att antagandet om att apor är viktig föda kan stämma - och kan klättra längs undersidan av grenar likväl som klättra nedåt med huvudet först, vilket inga andra större kattdjur klarar. Trädleopardernas skallben skiljer sig i uppbyggnad ifrån andra kattdjur vilket är främsta orsak till att de placeras i det egna släktet Neofelis.

## Utbredning, taxonomi och biotop
Arten förekommer i södra Kina, östra Himalaya, nordöstra Indien och Sydostasien. Den antas vara utdöd på Taiwan. Tidigare kategoriserades också populationen av trädleopard på Borneo, Sumatra och Java som en underart, men har idag fått artstatus Neofelis diardi, bland annat på grund av skillnader i DNA.
Trädleoparden delas in i tre underarter:
- Neofelis nebulosa brachyurus ("taiwanesisk trädleopard") - är endemisk för Taiwan men tros idag vara utdöd.
- Neofelis nebulosa macrosceloides - förekommer från Nepal till Myanmar.
- Neofelis nebulosa nebulosa - förekommer från södra Kina till östra Burma.

## Ekologi
Trädleoparden föredrar tropisk och subtropisk regnskog, på höjder upp till 2000 meter, men återfinns ibland i mangroveträsk och öppet gräslandskap. Trädleoparden är mycket skygg, varför mycket lite är känt om dess beteende. I fångenskap kan den ses hänga från burtak i bara bakklorna, med svansen svängande som balanshjälpmedel. Man antar därför att den huvudsakligen jagar i träd, och kanske är överfall uppifrån dess främst jaktmetod. Länge trodde man, utifrån dess väl tilltagna hörntänder, att den huvudsakligen levde av stora däggdjur, men utifrån vad man idag känner till antas att arten snarare jagar mindre apor. Tidigare antog man att trädleoparden jagade mer eller mindre uteslutande nattetid, men idag vet man att den åtminstone delvis är dagaktiv. Trädleoparden antas vara huvudsakligen solitär, liksom flertalet kattdjur.

### Fortplantning
Honan föder en till fem ungar efter en dräktighetstid på 85 till 93 dygn. Ungarna liknar andra kattdjurs och är blinda vid födseln. Ungen öppnar ögonen vid omkring 10 dagars ålder och blir aktiv vid ungefär 5 veckor. De antas bli självständiga vid omkring 10 månaders ålder. Trädleoparden får bara en kull per år och börjar att fortplanta sig vid slutet av det andra levnadsåret. I fångenskap har de levt upp till 17 år.
Trots att arten är kapabel att fortplanta sig snabbt nog för att kunna återetablera sig var man länge skeptisk till möjligheten att plantera ut trädleoparder, eftersom det visade sig svårt att få den att fortplanta sig alls i fångenskap. Det vanligaste problemet var att den aggressiva hanen dödade honan i samband med parningen. På senare tid har man lärt sig mer om hur arten kan fås att fortplanta sig i fångenskap.

## Trädleoparden och människan

### Hot och status
Pälsen har gjort trädleoparden mycket eftertraktad inom pälshandeln och förmodligen är det djurets otillgängliga habitat och skygga beteende som skyddat arten från total utrotning. Skogsavverkning och jakt - huvudsakligen för användning i kinesiska naturläkemedel och för pälshandel - antas vara de största hoten och antas stadigt minska stammen. Arten listas i CITES Appendix I, vilket är den starkaste hotklassen, och IUCN kategoriserar arten som sårbar (VU). Trädleoparden är fridlyst i alla de länder som omfattas av dess naturliga utbredningsområde, men förbuden genomdrivs sällan.

### Namn
Dess artepitet nebulosa betyder "moln" på latin och syftar på pälsens molnformade fläckar.